# Gelegdorjiin Demid
Gelegdorjiin Demid (en mongol: Гэлэгдоржийн Дэмид; 1900-22 de agosto de 1937) fue una prominente figura política y militar de la República Popular de Mongolia de las décadas de 1920 y 1930, que se desempeñó como ministro de guerra y mariscal de la República Popular de Mongolia (comandante en jefe general) de las fuerzas armadas de Mongolia. Su muerte en circunstancias sospechosas en 1937 permitió a su rival Horloogiyn Choybalsan consolidar su poder y posteriormente poner en marcha el Gran Terror durante el cual murieron entre 30 000 y 35 000 mongoles.

## Biografía

### Carrera política
Gelegdorjiin Demid nació en 1900 en la actual localidad de Ikh-Tamir, provincia de Arjangai. En 1921 se unió al Partido del Pueblo de Mongolia y luchó como partisano durante la Revolución de Mongolia de 1921. Después de la revolución, sirvió en el ejército de Mongolia y enseñó en la Academia Militar de Mongolia. De 1926 a 1929 estudió en la Escuela de Caballería del Ejército Rojo en Tver, regresando a Mongolia en 1929 para tomar el mando de la Academia Militar.
En 1930 fue elegido miembro del Presídium (o Politburó) del Comité Central del Partido Revolucionario del Pueblo Mongol (MPRP)y nombrado comandante en jefe del ejército. Cuando el gobierno adoptó la política de New Turn en 1932, Demid se había convertido en uno de los líderes más importantes e influyentes de Mongolia. Durante la década de 1930 ocupó varios puestos políticos y militares importantes, entre ellos; presidente del consejo militar, ministro de guerra y segundo vicepresidente del consejo de ministros. Demid fue un firme defensor de la modernización tecnológica de las fuerzas armadas de Mongolia y, bajo su mando, las fuerzas armadas aumentaron sustancialmente las existencias de automóviles, camiones, aviones y armas modernas. También se sabía que Demid estaba cansado de la excesiva dependencia militar de los asesores soviéticos, pero luego abogó por el estacionamiento de tropas soviéticas en Mongolia en 1935. En 1936 Choybalsan y Demid fueron nombrados Mariscales de la República Popular de Mongolia.

### Muerte
Demid murió en la estación de Taiga (al noreste de Novosibirsk) el 22 de agosto de 1937 mientras viajaba a bordo del Ferrocarril Transiberiano de camino a Moscú. Su muerte, a la edad de 37 años, se atribuyó oficialmente a una intoxicación alimentaria, pero el momento y las circunstancias siguen siendo sospechosas. Choibalsan, elegido por Iósif Stalin y la NKVD para ser el próximo líder de la República Popular de Mongolia, siempre se había sentido resentido por la popularidad de Demid. La muerte de su rival despejó el camino para que Choibalsan accediera al doble papel de comandante en jefe único del ejército mongol y ministro de guerra, además de ministro del interior. En 24 horas, Choibalsan emitió la Orden n.º 366 que declaraba que muchos en Mongolia «habían caído bajo la influencia de espías y provocadores japoneses». Unos días después, el propio Demid fue declarado póstumamente jefe de una organización contrarrevolucionaria y espía japonés. La viuda de Demid, Navch, sus dos hermanos y su padre fueron arrestados.
A finales de agosto, Stalin había ordenado el estacionamiento de 30 000 soldados del Ejército Rojo en Mongolia para contrarrestar los movimientos militares japoneses en Manchuria y envió al comisario adjunto del NKVD soviético Mijaíl Frinovski a Ulán Bator para lanzar purgas violentas y radicales contra el clero budista, la intelectualidad, los disidentes políticos, buriatos y jázaros étnicos, y otros «enemigos de la revolución», similares a las purgas que había gestionado con tanta eficacia en la Unión Soviética bajo el mando del jefe de la NKVD, Nikolái Yezhov.
Demid fue rehabilitado en junio de 1962 y restaurado como miembro del Partido Revolucionario del Pueblo Mongol.

## Promociones
- General del ejército (1932)
- Mariscal de la República Popular de Mongolia (21 de febrero de 1936)

## Condecoraciones
- Orden de la Bandera Roja (Mongolia), cuatro veces
- Orden de la Estrella Polar (Mongolia)
- Orden de la Bandera Roja (Unión Soviética)